# Nélson Caruso
Nélson Frederico Bismara Caruso (Rio de Janeiro, 27 de novembro de 1938 — Itacuruçá, 15 de fevereiro de 1982) foi um ator brasileiro de cinema e televisão, cenógrafo, autor e roteirista.

## Vida pessoal
Em 1962 casou-se com Sandra de Viçoso Jardim, com quem teve dois filhos: Nélson Frederico Jardim Caruso e Carlos Frederico Jardim Caruso, e se separou em 1969. Casou-se em 1971 com a atriz e vedete Íris Bruzzi, com quem teve um filho: Marcelo Bruzzi Caruso, hoje político nos Estados Unidos, e se separaram em 1973. Seu último casamento foi com a atriz Rose Rondelli e durou de 1975 até 1978.

## Morte
Caruso morreu aos 43 anos, durante o Carnaval de 1982. Sofreu um ataque cardíaco ao mergulhar na piscina no Hotel Charles, em Itacuruçá.

## Carreira

### Televisão
| Ano                      | Título                           | Personagem                                                  | Notas            |
| ------------------------ | -------------------------------- | ----------------------------------------------------------- | ---------------- |
| 1969                     | Véu de Noiva                     | —                                                           |                  |
| 1969                     | Verão Vermelho                   | —                                                           |                  |
| 1970                     | Irmãos Coragem                   | Cláudio                                                     |                  |
| 1970                     | A Próxima Atração                | Alaor                                                       |                  |
| 1971                     | Minha Doce Namorada              | Aristides                                                   |                  |
| 1972                     | Uma Rosa com Amor                | Dr. Antoninho                                               |                  |
| 1973                     | Divinas & Maravilhosas           | Fred                                                        |                  |
| 1974                     | A Barba Azul                     | Tony Duarte                                                 |                  |
| 1977                     | Despedida de Casado              | Odilon Garcia                                               | Novela Censurada |
| 1977                     | Espelho Mágico                   | Newton Viana                                                |                  |
| 1977                     | Coquetel de Amor                 | Roberto Garcia                                              |                  |
| 1977                     | Nina                             | —                                                           |                  |
| 1977                     | Os Trapalhões                    | Vários Personagens                                          | 1977-1980        |
| 1978                     | O Pulo do Gato                   | Olivares                                                    |                  |
| 1978                     | Sinal de Alerta                  | Norival                                                     |                  |
| 1978                     | Chico City                       | Carioca                                                     | 1978-1980        |
| 1979                     |                                  |                                                             |                  |
| Carga Pesada             | —                                | Episódio: O Velho Viana                                     |                  |
| Memórias de Amor         | Professor Alfredo                |                                                             |                  |
| Pai Herói                | Dr. Celso Galvão, médico legista | Participação                                                |                  |
| Feijão Maravilha         | Médico                           | Participação                                                |                  |
| Sítio do Picapau Amarelo | Padre Pereira                    | Episódio: O Rapto do Rabicó                                 |                  |
| Sítio do Picapau Amarelo | Padre Pereira                    | Episódio: Davi e Golias                                     |                  |
| Sítio do Picapau Amarelo | Padre Pereira                    | Episódio: O Casamento da Raposa                             |                  |
| Sítio do Picapau Amarelo | Padre Pereira                    | Episódio: Sol e Chuva ao Mesmo Tempo, de Raposa É Casamento |                  |
| 1982                     | Nem Rebeldes, Nem Fiéis          | —                                                           |                  |

### Cinema
- O Beijo no Asfalto (1981)
- Prova de Fogo (1980)
- O Crime do Zé Bigorna (1977)
- Senhora (1976)
- O Ibraim do Subúrbio (1976)
- Tem Alguém na Minha Cama (1976)
- Um Soutien para Papai (1975)
- O Grande Gozador (1972)